# Namdu
Namdu (nep. नाम्दु) – gaun wikas samiti w środkowej części Nepalu w strefie Dźanakpur w dystrykcie Dholkha. Według nepalskiego spisu powszechnego z 2001 roku liczył on 1266 gospodarstw domowych i 5683 mieszkańców (2911 kobiet i 2772 mężczyzn).